# Patrycja Krzeszowska-Kubit
Patrycja Krzeszowska-Kubit – polska śpiewaczka operowa (sopran) oraz pedagog.
Absolwentka Akademii Muzycznej w Łodzi (klasa prof. Grażyny Krajewskiej-Ambroziak, dyplom z wyróżnieniem w 2007). Od 2007 solistka Teatru Wielkiego w Łodzi. Występowała również w Teatrze Muzycznym w Gdyni, w Operze Nova w Bydgoszczy, Operze Bałtyckiej oraz w Operze Wrocławskiej i Teatrze Wielkim – Operze Narodowej w Warszawie. Pedagog Akademii Muzycznej w Łodzi, doktor habilitowana.

## Wybrane partie operowe
- Hanna (Straszny dwór, Moniuszko)
- Frasquita (Carmen, Bizet)
- Musetta (Cyganeria, Puccini)
- Pamina oraz Pierwsza dama (Czarodziejski flet, Mozart)
- Zerlina (Don Giovanni, Mozart)
- Stella (Chopin, Orefice)
- Liu ("Turandot", Puccini